# NGC 7008
NGC 7008 (другое обозначение — PK 93+5.2) — планетарная туманность в созвездии Лебедь.
Этот объект входит в число перечисленных в оригинальной редакции «Нового общего каталога».